# Salva Piera
Salvador Piera Bresca  (nacido el 18 de mayo de 1991 en Barcelona, Cataluña) es un jugador de hockey sobre hierba español. Disputó los Juegos Olímpicos de Río de Janeiro 2016 con España, obteniendo un quinto puesto y diploma olímpico.  

## Participaciones en Juegos Olímpicos
- Río de Janeiro 2016, puesto 5.